# Atrophaneura
Atrophaneura — род дневных бабочек, семейства Парусники.

## Описание
Средних размеров или крупные бабочки, обычно с удлиненными узкими задними крыльями с длинными широкими хвостиками. В анальной области заднего крыла имеется довольно широкий выступ, который заворачивается на верхнюю сторону крыла У самцов на нем располагаются длинные андрокониальные волоски. Окраска темная — черная, черно-бурая или серовато-пепельная с красными полулунными пятнами вдоль внешнего края заднего крыла. Брюшко и грудь с красными пятнами, покрыты короткими черными волосками.
Преимущественно тропические бабочки без четкой смены поколений в течение года, вследствие этого в одно и то же время можно наблюдать в природе все стадии развития бабочки — от яйца до имаго. Большинство видов трофически связаны с кирказонами.

## Ареал
Юго-Восточная Азия, Филиппины, Индонезия, Япония.

## Виды
- Atrophaneura aidoneus (Doubleday, 1845)
- Atrophaneura dixoni (Grose-Smith, 1900)
- Atrophaneura horishana (Matsumura, 1910)
- Atrophaneura kuehni (Honrath, 1886)
- Atrophaneura luchti (Roepke, 1935)
- Atrophaneura nox (Swainson, 1822)
- Atrophaneura priapus (Boisduval, 1836)
- Atrophaneura semperi (C. & R. Felder, 1861)
- Atrophaneura schadenbergi (Semper, 1891)
- Atrophaneura sycorax (Grose-Smith, 1885)
- Atrophaneura varuna (White, 1842)g
- Atrophaneura zaleucus (Hewitson, [1865])

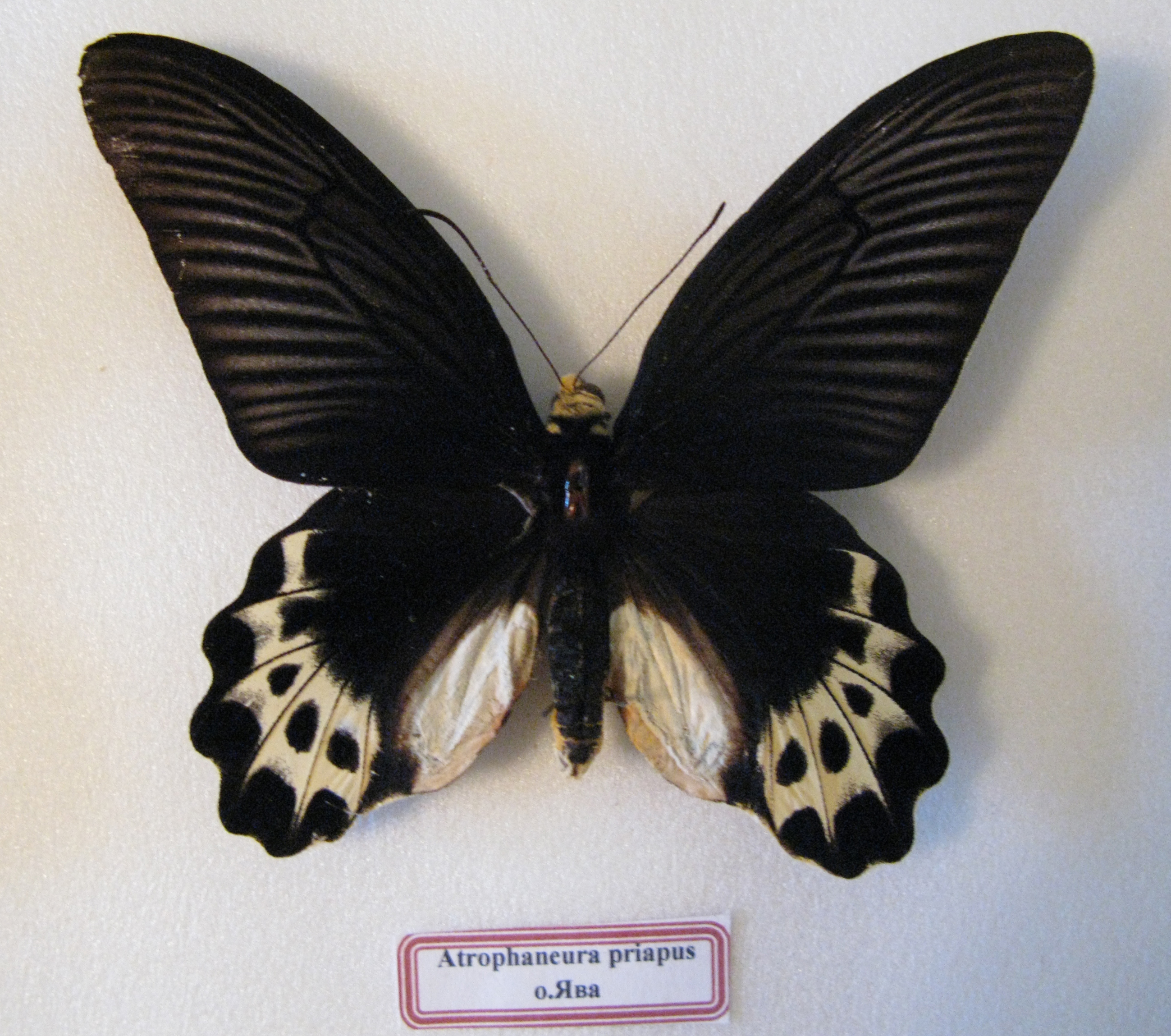
Atrophaneura priapus
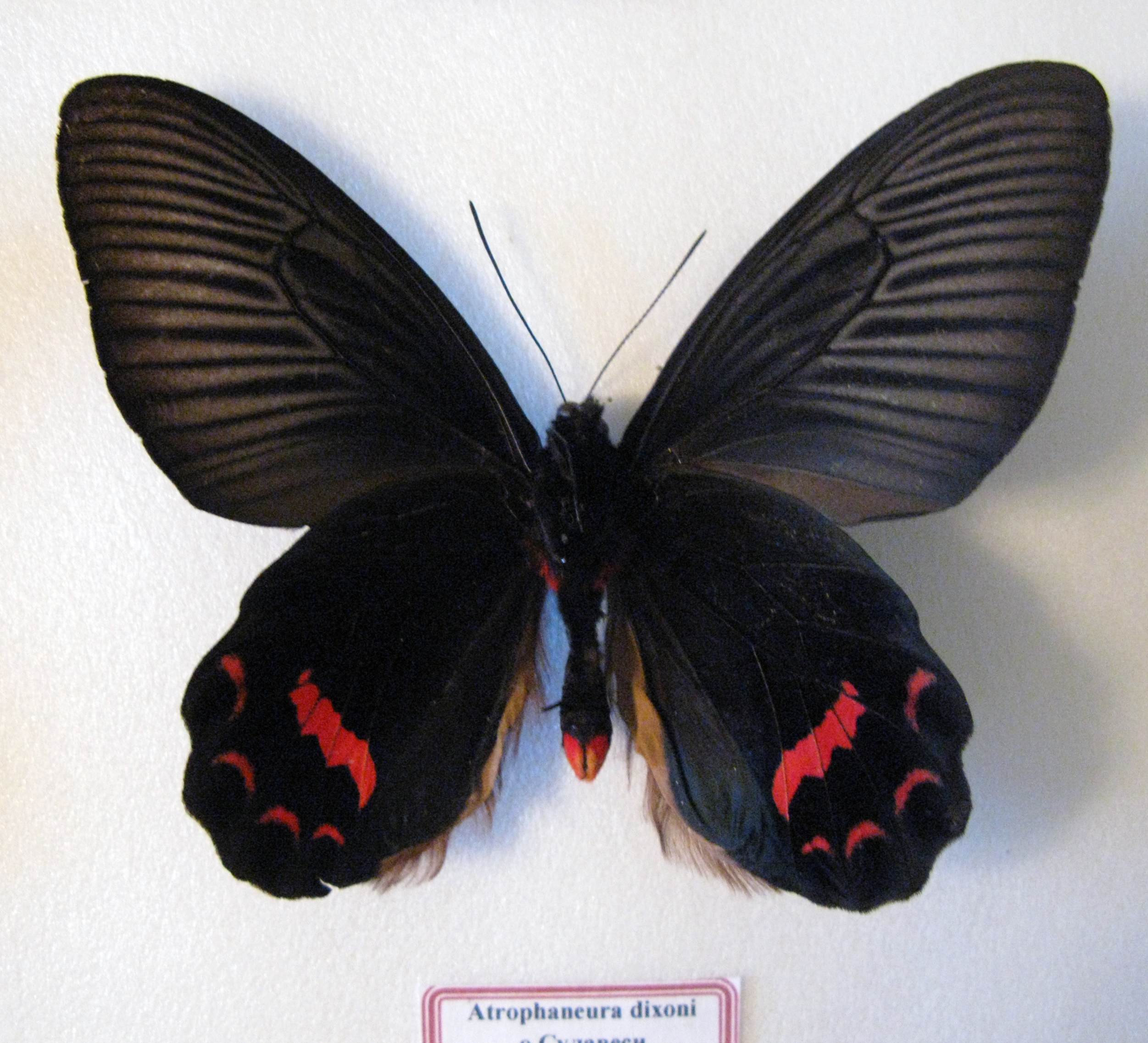
Самец Atrophaneura dixoni. Нижняя сторона крыльев